# Traffic in Hearts
Traffic in Hearts er en amerikansk stumfilm fra 1924 instrueret af Scott R. Dunlap.

## Medvirkende
- Robert Frazer som Lawrence Hallor
- Mildred Harris som Alice Hamilton
- Marion Feducha som Shrimp
- Charles Wellesley som John Hamilton
- John Herdman som Clark
- Betty Morrissey som Jerry